# Acaronia
Acaronia es un pequeño género de peces de la familia Cichlidae, con sólo dos especies.

## Especies
- Acaronia nassa
- Acaronia vultuosa

- Wikimedia Commons alberga una categoría multimedia sobre Acaronia.